# Fideísmo
El fideísmo es la doctrina, profesada por algunos religiosos, de que a Dios no se puede llegar por la razón, sino solamente a través de la fe. En la teología de varias iglesias cristianas (a excepción del catolicismo, que lo niega), el fideísmo es una de muchas perspectivas. Un sentido más amplio del término es que el fideísmo, al contrario del deísmo, esencialmente enseña que el razonamiento es más o menos irrelevante para la creencia religiosa. Específicamente, enseña que los argumentos sobre la existencia de Dios son falaces e irrelevantes, y que no tienen nada que ver con la teología cristiana. En resumen, sus argumentos son:
- La teología cristiana enseña que la gente es salvada por la fe.
- Pero, si la existencia de Dios puede ser probada, tanto por empirismo como por uso de la lógica, la fe sería irrelevante.
- Ergo, si la teología cristiana es verdadera, ninguna prueba de la existencia de Dios es posible.

Mientras que el centralismo de los asuntos de la fe y su rol en la salvación hacen al fideísmo de gran valía para el cristianismo, puede existir en otras religiones también. En el Islam, el teólogo Al-Ghazali tiende a una posición similar al fideísmo tertulianista en su Talafut al-falasafa (La Incoherencia de los filósofos). Donde los clamores de la razón entran en conflicto con la revelación, la razón cederá paso a la revelación. Esta posición se convirtió en la creencia estándar de la exégesis musulmana ortodoxa.
En general, entre los protestantes es donde se encuentran más frecuentemente actitudes fideístas. La Iglesia católica considera equivocada esta postura, que menosprecia la capacidad de la razón; sin embargo, en la práctica hay católicos que parecen sostenerla. 

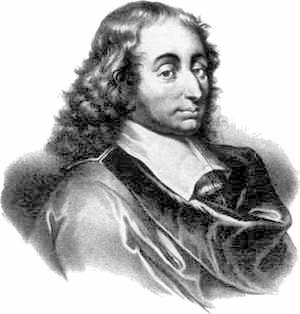
Blaise Pascal creía que los razonamientos directos para la existencia de Dios eran inútiles, así que, en lugar de eso, argumentó que la práctica religiosa era una buena idea.

## Fideísmo y teología cristiana
En la teología cristiana, el fideísmo es cualquiera de los varios sistemas de creencias que sostienen, sobre variados argumentos, que la razón es irrelevante a la fe religiosa. Según algunas versiones del fideísmo, la razón es la antítesis de la fe; según otras, la fe es anterior o está más allá de la razón y, por lo tanto, ésta es incapaz de aprobarla o de desaprobarla.
Ocasionalmente, esta palabra se usa para referirse a la creencia protestante de que los cristianos son salvados solo por la fe (solā fide). Algunas veces, a esta posición se le llama solifidianismo, pero Dios no está implicado directamente en el mundo. 
Blaise Pascal creía que los razonamientos directos para la existencia de Dios eran fútiles, así que, en lugar de eso, argumentó que la práctica religiosa era una buena idea.

## La lógica del fideísmo
Alvin Plantinga define el fideísmo como la exclusiva o básica dependencia sobre la fe sola, acompañada por un consecuente menosprecio de la razón y utilizada especialmente en la persecución de una verdad filosófica y religiosa y, por lo tanto, puede no ir aparejada a los clamores de la razón. El fideísta busca la verdad, sobre todo, y afirma que la razón no puede alcanzar ciertas clases de verdad, las cuales deben, en cambio, ser aceptadas solo por fe. La definición de Plantinga podría ser reenunciada, para decir que lo que el fideísta objeta no es tanto la razón per se —parece excesivo llamar a Blaise Pascal antirracional—, sino al evidencialismo: la noción de que ninguna creencia debería sostenerse a menos que fuera sustentada por la evidencia.
El fideísta se da cuenta de que las religiones que están fundadas en la revelación llaman a sus fieles a creer en una deidad trascendente, aun cuando los creyentes no puedan comprender del todo el objeto de su fe. Algunos fideístas también observan que las facultades racionales humanas son en sí mismas poco confiables, porque la naturaleza humana completa ha sido corrompida por el pecado y, como tales, las conclusiones alcanzadas por la razón humana son, por lo tanto, poco confiables: las verdades afirmadas por revelación divina deben creerse incluso si no encuentran soporte en la razón humana. El tipo de fideísmo que ha sido llamado fideísmo ingenuo es aquel que frecuentemente encontró respuesta a argumentos antirreligiosos; el fideísta resuelve dar cabida a lo que ha sido revelado como verdadero en su fe, al enfrentar líneas contrarias de razonamiento.
Específicamente, el fideísmo enseña que los argumentos racionales o científicos para la existencia de Dios son engañosos e irrelevantes, y no se compadecen con la verdad de la teología cristiana. En esencia, sus argumentos son:
- La teología cristiana enseña que la gente es salvada mediante la fe en el Dios cristiano (por ejemplo, confiar en lo improbable empíricamente).
- Sin embargo, si la existencia del Dios cristiano puede ser probada, ya sea lógica o empíricamente, a ese punto la fe pasa a ser innecesaria o irrelevante.
- Por lo tanto, si la teología cristiana es verdad, no es posible la prueba inmediata de la existencia del Dios cristiano.

## El fideísmo en el cristianismo
Esta clase de fideísmo tiene una larga historia en el cristianismo. Probablemente pueda deberse a una interpretación de I Corintios, donde San Pablo dice: 

Ya que Dios, en su sabio designio, dispuso que el mundo no lo conociera mediante la sabiduría humana, tuvo a bien salvar, mediante la locura de la predicación, a los que creen... Pues la locura de Dios es más sabia que la sabiduría humana...
I Corintios 1:21, 25; Biblia NVI.

El contraste de Pablo de la locura del evangelio con la sabiduría terrenal puede relacionarse con la declaración que hizo el propio Jesucristo, registrada en Lucas 10:21: 

... Te alabo, Padre, Señor del cielo y de la tierra, porque habiendo escondido estas cosas de los sabios e instruidos, se las has revelado a los que son como niños. Sí, Padre, porque esa fue tu buena voluntad.
Biblia NVI

## Tertuliano y el fideísmo
La declaración credo quia absurdum (creo, porque es absurdo), frecuentemente atribuida a Tertuliano, a veces es citada como un ejemplo de tal visión de los Padres de la Iglesia, pero esto aparece siendo una cita inapropiada con respecto a de carne Christi de Tertuliano, pues lo que él realmente dice en DCC 5 es: ... el Hijo de Dios murió; de todas maneras debe ser creído, porque es absurdo.
Esta puede ser una declaración de una posición fideísta, pero también es posible —y algo admisible por el contexto— que Tertuliano simplemente estaba enganchado en una irónica exageración. De hecho, esta obra usaba un argumento de un dicho retórico de Aristóteles de que si un hombre en quien se ha confiado le cuenta a uno acerca de un suceso milagroso que ha presenciado, uno puede considerar que él está diciendo la verdad, a pesar del hecho de que el evento es muy improbable.

## Blaise Pascal y el fideísmo
Una forma más sofisticada de fideísmo es asumida por La Plegaria de Pascal. Blaise Pascal invita al escéptico a ver la fe en Dios como una elección sin costo alguno que genera una recompensa potencial. Él no intenta discutir que Dios realmente existe, sólo que podría ser de valor asumir que es verdad. En sus Pensées (Pensamientos), Pascal escribe:

¿Quién entonces culpará a los cristianos por ser incapaces de dar razones para sus creencias, si ellos profesan creer en una religión que no pueden explicar? Ellos declaran, cuando la exponen al mundo, que es locura, necedad; y entonces, ¡se quejan porque ellos no lo prueban! Si ellos lo probaran, no mantendrían su palabra; es a través de su falta de pruebas que ellos muestran que no son insensatos
Pensées, n. 233

Por otra parte, la postura de Pascal es que las diversas pruebas propuestas acerca de la existencia de Dios son irrelevantes. Aun si las pruebas fueran válidas, las existencias/seres que ellos proponen demostrar no son congruentes con la deidad adorada por las fes históricas, y pueden fácilmente guiar al deísmo en vez de a la religión revelada: ¡El Dios de Abraham, Isaac y Jacob - no el dios de los filósofos!.

## Hamann y el fideísmo
Considerado el padre del irracionalismo moderno, Johann Georg Hamann promovió un punto de vista que elevó a la sola fe como la única guía de la conducta humana. Usando el trabajo de David Hume argumentó que todo lo que la gente hace está basado finalmente en la fe. Sin fe en la existencia de un mundo externo (porque nunca puede ser probado), los asuntos humanos no podrían continuar, por lo tanto, él arguyó, todo razonamiento viene desde esta fe: es fundamental a la condición humana. Así todo intento de basar la creencia en Dios usando la razón, es en vano. Él ataca hostilmente a sistemas como el panteísmo de Espinosa, que tratan de confinar lo que él siente que es la infinita majestad de Dios, a una creación humana finita. Hay sólo un camino hacia Dios, la fe como la de un niño, no la razón.

## Kierkegaard y el fideísmo
Una posición fideísta de tipo general —que la existencia de Dios ciertamente no puede ser sabida, y que la decisión de aceptar la fe no está fundada en, ni necesita de, la justificación racional— puede encontrarse en los escritos de Søren Kierkegaard y sus seguidores en el existencialismo cristiano. Muchas de las obras de Kierkegaard, incluyendo Temor y temblor, están bajo seudónimos; éstas pueden parecer la obra de autores de ficción cuyas visiones corresponden a posiciones hipotéticas, no necesariamente a las sostenidas por el propio Kierkegaard.
En Temor y temblor, Kierkegaard se enfoca en la buena voluntad de Abraham de sacrificar a Isaac. Los apóstoles del Nuevo Testamento argumentan repetidamente que ese acto de Abraham fue una admirable demostración de fe. A los ojos de un no-creyente, sin embargo, debe haber aparecido necesariamene como un intento injustificable de asesinato, quizás el fruto de un delirio insano. Kierkegaard usó este ejemplo para centrar la atención en el problema de la fe en general. En último término, él afirmó que creer en la encarnación de Cristo, en Dios hecho carne, era creer en la paradoja absoluta, puesto que implica que un ser eterno y perfecto pudiera llegar a ser un simple humano. Posiblemente la razón no puede comprender tal fenómeno; por lo tanto, uno puede creerlo solamente haciendo un acto de fe.

## El fideísmo y la apologética presuposicionalista
La apologética presuposicionalista es un sistema cristiano asociado al calvinismo que intenta distinguirse a sí mismo del fideísmo, aunque algunos pueden encontrar evasiva la diferencia. Sostiene que todo pensamiento humano debe empezar con la proposición de que la revelación contenida en la Biblia es axiomática, más bien, trascendentalmente necesaria, a pesar de que uno no podría ser capaz de encontrarle sentido a alguna experiencia humana. A un no-creyente que rechaza la noción acerca de que Dios, el mundo, y ellos mismos pueden encontrarse dentro de la Biblia, la teología cristiana, literalmente, no tiene nada que decirle; sin embargo, los apologistas presuposicionalistas creen que tal condición es imposible, declarando que, realmente, toda la gente cree en Dios, ya sea que lo admitan o lo nieguen.
Este tipo de razonamiento es similar al pensamiento de Ludwig Wittgenstein, quien enseñó que el lenguaje era como un juego (llamado el juego del lenguaje), en el que diferentes tipos de discursos pueden juzgarse bajo su propio y particular juego de reglas y no bajo aquellos de otros tipos, aunque ellos puedan tener un traslape significativo debido a las inconsistencias cognitivas en los usuarios de juegos dispares de lenguaje. También tiene similitudes con el paradigmático análisis de Thomas Kuhn (no confundir con análisis paradigmático en la teoría semántica o en la teoría de la música). De acuerdo al apologista presuposicional, la determinación de la verdad de las declaraciones religiosas no puede estar determinada por recurrir directamente a las reglas que gobiernan la lógica o las declaraciones científicas, sino sólo indirectamente, mediante el argumento trascendental, donde la verdad de las declaraciones son vistas como una condición necesaria de la verdad de esas reglas (y toda otra prueba y raciocinio). Immanuel Kant, P. F. Strawson, Moltke Gram, T. E. Wilkerson, A. C. Grayling, Michaael Dummett, y Jaakko Hintikka, entre otros, han discutido formas trascendentales de pensamiento en la literatura filosófica reciente. La apologética presuposicionalista podría ser vista como estando más cercanamente unida con el fundacionalismo que con el fideísmo, aunque críticos de ambos.

## El fideísmo, rechazado por la Iglesia católica
Algunas teologías, sin embargo, rechazan fuertemente el fideísmo. El Catecismo de la Iglesia católica, representando al gran respeto del catolicismo por el tomismo (las enseñanzas de Santo Tomás de Aquino), afirma que es doctrina del catolicismo que la existencia de Dios puede, de hecho, ser demostrada por la razón. El racionalismo de Aquino tiene raíces profundas en el cristianismo occidental; vuelve a la observación de San Agustín de que el rol de la razón era explicar la fe más completamente: Fides quærens intellectum («la fe buscando entendimiento») es su fórmula.
La posición oficial del catolicismo es que, mientras que la existencia de un único Dios puede, de hecho, ser demostrada por la razón, los hombres pueden, sin embargo, inducidos por su naturaleza pecaminosa, negar los clamores de la razón que demuestran la existencia de Dios. El juramento antimodernista promulgado por el Papa Pío X requería de los católicos afirmar que:

...Dios, el origen y el fin de todas las cosas, puede ser conocido con certeza por la luz natural de la razón a partir del mundo creado (Romanos 1:20), esto es, por las obras visibles de la creación, como una causa por sus efectos, y que, por lo tanto, su existencia puede ser demostrada también...

De modo similar, el Catecismo de la Iglesia Católica enseña que:

A pesar de que la razón humana, hablando simplemente, pueda verdaderamente por sus fuerzas y su luz naturales, llegar a un conocimiento verdadero y cierto de un Dios personal, que protege y gobierna el mundo por su providencia, así como de una ley natural puesta por el Creador en nuestras almas, sin embargo hay muchos obstáculos que impiden a esta misma razón usar eficazmente y con fruto su poder natural; porque las verdades que se refieren a Dios y a los hombres sobrepasan absolutamente el orden de las cosas sensibles y cuando deben traducirse en actos y proyectarse en la vida exigen que el hombre se entregue y renuncie a sí mismo. El espíritu humano, para adquirir semejantes verdades, padece dificultad por parte de los sentidos y de la imaginación, así como de los malos deseos nacidos del pecado original. De ahí procede que en semejantes materias los hombres se persuadan fácilmente de la falsedad o al menos de la incertidumbre de las cosas que no quisieran que fuesen verdaderas
Pío XII, enc. Humani Generis: DS 3875). Catecismo de la Iglesia Católica, 37.

La encíclica Fides et Ratio del Papa Juan Pablo II también afirma que la existencia de Dios es un hecho demostrable por la razón, y que las tentativas para razonar de otro modo son resultados del pecado. En la encíclica, Juan Pablo II advierte contra algunos rebrotes peligrosos de fideísmo, que no acepta la importancia del conocimiento racional y de la reflexión filosófica para la inteligencia de la fe y, más aún, para la posibilidad misma de creer en Dios.

## Fideístas actuales en el pensamiento católico
Históricamente, ha habido un número de tensiones fideístas dentro de la órbita católica. El tradicionalismo católico, ejemplificado en el siglo XIX por Joseph de Maistre, que enfatizaba la fe en la tradición como el medio de la revelación divina. Los clamores de la razón son múltiples, y muchas personas han dado argumentos racionales para varias cosas contradictorias. En este ambiente, el curso más seguro es sostener como verdad la fe que ha sido preservada a través de la tradición, y resolver aceptar lo que la iglesia ha enseñado históricamente. En este ensayo, Du pape (Del Papa), de Maistre argumenta que, históricamente, era inevitable que todas las iglesias protestantes debían, finalmente, buscar reunificación y refugio en la Iglesia Católica: la ciencia era la mayor amenaza; amenazaba la fe de todas las religiones, y ninguna religión puede resistir a la ciencia, salvo una.

## El argumento cristológico en el protestantismo
Así mismo, una tradición de argumento encontrado entre algunos protestantes fundamentalistas, al igual que los católicos, sostiene que el respeto por Jesús como maestro y hombre sabio es lógicamente contradictorio si uno no lo acepta también como Dios; también conocido como el argumento de Señor, Mentiroso o Lunático: o bien Él fue insano o un charlatán, o de hecho era el Mesías e Hijo de Dios. (Cf., Argumento cristológico).
Los críticos de este argumento aseguran que este presenta una falsa tricotomía. Jesús bien puede tener cosas importantes que enseñar y tener sabiduría para dar, aún si él está equivocado, es irónico o si su propia relación con Dios es inapropiada. Uno no necesita estar en lo correcto en todo, para tener razón en algo. En esta línea de pensamiento, la enseñanza puede ser verdadera, a pesar de la conducta del propio maestro.
Sin embargo, los proponentes de este argumento niegan que es una falsa tricotomía apelando a la personalidad, aduciendo que Cristo, como persona, no pudo haber muerto por enseñanzas que sabía que eran falsas. Además, él no habría hecho ridículas afirmaciones de su propia divinidad junto a sanas enseñanzas si no fuera así, si estos reclamos no fueran verdaderos (Marcos 14:61-62). Él no habría muerto por todas estas cosas si él mismo no las hubiera creído verdaderamente, como dice el argumento. Pero si él estaba tan sinceramente autoengañado a tan gran nivel, entonces podría estar entre los más lunáticos, apenas digno de la calificación de Rabbi. Este argumento no pretende demostrar la divinidad de Cristo, sino más bien de cuestionar el argumento de que él fue meramente un buen maestro, apelando a los registros de Él en la Biblia.
Otro argumento muy simple contra el argumento de señor, mentiroso o lunático es que el fideísmo simplemente aplica a aquellos que nunca han conocido a Jesús (por ejemplo, todos sus posteriores seguidores). No tenemos pruebas de sus acciones, sólo informes de ellos (de la misma manera que sólo tenemos informes de las acciones de Dios en el Antiguo Testamento. Como tales, los seguidores deben tomar lo que Dios les ha mostrado a ellos (la traída de su hijo, Jesús, a nuestra esfera mortal) como suficiente para inspirarlos a creer, aún si sienten que no tienen pruebas personales por sí mismos.
El punto del fideísmo es apartar a los seguidores de pedirle a Dios que pruebe su existencia, dejando la carga de la prueba en Él, y encontrando sus propias razones para creer, basados en la fe de que Dios conoce mejor, a pesar de la evidencia.

## Crítica general
Los filósofos que no apoyan el fideísmo, generalmente lo critican diciendo que el fideísmo no nos ofrece razones para creer que una fe religiosa sería un método apropiado para guiarnos a proposiciones verdaderas.
Estos críticos señalan que la gente usa exitosamente la razón en su diario vivir para resolver problemas, y que la razón ha guiado al aumento progresivo del conocimiento en la esfera de la ciencia. Esto da credibilidad a la razón y al pensamiento argumentativo como un método apropiado para buscar la verdad. Por otro lado, de acuerdo a estos críticos, no hay evidencia de que una fe religiosa que rechaza la razón pudiera sevirnos también en la búsqueda de la verdad. En situaciones en que nuestra razón no es suficiente para encontrar la verdad (por ejemplo, cuando tratamos de responder una pregunta difícil de matemáticas) el fideísmo también fracasa.
Aquellos que rechazan el fideísmo, creen frecuentemente que al final la razón es el único camino. De esta manera, los críticos con frecuencia presentan la siguiente pregunta a los fideístas: ¿Por qué usamos un criterio menos estricto para juzgar declaraciones pertenecientes a la esfera de la religión que el que usamos para otras declaraciones?
Otra crítica al fideísmo es que es frecuente la fundación de sistemas de creencia destructivos o perturbadores (por ejemplo: los cultos). Más específicamente, el fideísmo no solamente es considerado un guía adecuado para distinguir las revelaciones verdaderas o moralmente valiosas de las falsas.

## El pescado de Babel
Douglas Adams, en Guía del autoestopista galáctico usa su pescado de Babel para demostrar una paradoja racionalista/fideísta:
Me rehuso a probar que existo, dice Dios, porque la prueba niega la fe, y sin la fe Yo no soy nadie.
Pero, dice el Hombre, el pescado de Babel lo hace obvio, ¿verdad?. No pudo haber evolucionado por casualidad. Prueba que Tú existes, y así luego, por Tus propios argumentos, Tú no no existes. Q.E.D.
¡Caramba!, dijo Dios, no había pensado en eso, y rápidamente se esfumó en un soplo de lógica.
Oh, era fácil, dijo el Hombre, y para su bis se va a probar que el negro es blanco y se hace matar al cruzar el siguiente paso de cebra.

## El fideísmo en el islam
Mientras la centralidad de los asuntos de fe y su rol en la salvación hace al fideísmo de este tipo un importante tema para el cristianismo, puede existir en otras religiones reveladas también. En el Islam, el teólogo Al-Ghazali adopta una posición similar a la del fideísmo de Tertuliano en su Talafut al-falasafa (La incoherencia de los filósofos). Donde las demandas de la razón entran en conflicto con la revelación, la razón debe rendirse a la revelación. Esta posición produjo una réplica desde Averroes, cuya posición fue más influyente en el pensamiento tomista y de otros cristianos medievales que lo que fue en el mundo islámico mismo. La posición de Ghazali de la absoluta autoridad y finalidad de la revelación divina llegó a ser el estándar de la exégesis musulmana ortodoxa.
La existencia de otras religiones pone una pregunta más fundamental a los fideístas: aún si la fe es la única manera para conocer la verdad de Dios, ¿cómo vamos a saber en qué Dios tener fe?

## Fuente
- Esta obra contiene una traducción parcial derivada de «Fideism» de Wikipedia en inglés, publicada por sus editores bajo la Licencia de documentación libre de GNU y la Licencia Creative Commons Atribución-CompartirIgual 4.0 Internacional.